# Aangrijpingspunt
Het aangrijpingspunt van een kracht of resultante van krachten is in de natuurkunde het punt waarop de kracht of resultante zijn werking uitoefent. Als de punten, waar verschillende krachten op hetzelfde voorwerp aangrijpen, niet samenvallen, kan een koppel ontstaan. Een aangrijpingspunt is in de wiskunde op een overeenkomstige manier gedefinieerd. Het aangrijpingspunt van een vector is het punt waar die vector begint. Een vectorveld is bijvoorbeeld een afbeelding die aan punten in een euclidische ruimte een vector toekent. Deze vectoren zijn dus aan hun aangrijpingspunt gebonden. Het aangrijpingspunt van een plaatsvector is per definitie de oorsprong. De overeenkomst tussen natuur- en wiskunde spreekt voor zich, omdat iedere kracht die op een bepaald punt {\displaystyle \mathrm {A} } werkt in de natuurkunde als een vector met {\displaystyle \mathrm {A} } als aangrijpingspunt kan worden geschreven.